# Maison de la photographie de Marrakech
Pour les articles homonymes, voir Maison de la photographie.
La Maison de la photographie de Marrakech est située à Marrakech, en plein cœur de la médina. Elle a ouvert ses portes en avril 2009 et rassemble une collection photographique qui s'étend des années 1870 aux années 1950.

## Histoire du lieu
La Maison de la photographie a ouvert ses portes en avril 2009. Elle se situe dans un ancien fondouk réhabilité en espace culturel. Elle a été fondée par Patrick Manac'h et Hamid Mergani, dans le but de présenter au public les photographies anciennes prises au Maroc et de faire en sorte que la mémoire photographique du Maroc soit aussi au Maroc.

## La collection
Le fonds photographique de la Maison de la photographie est composé de plus de 10 000 photographies anciennes, sur la période 1870 à 1950. Il met en lumière les origines de la photographie au Maroc, en présentant entre autres les premiers photographes qui s'y sont installés, tels que George Washington Wilson, A. Cavilla et Marcelin Flandrin.
La collection met en lumière des vues inédites sur le Maroc ; à travers des clichés sur le site de Volubilis (photographies Henri de La Martinière), des paysages marocains (tels que les photographies de J. Belin par exemple), ainsi que des grands ensembles architecturaux et casbah. Elle donne une place importante aux portraits ; notamment ceux réalisés par Adolf De Meyer, H. Regnault et J. Robichez.
Le fonds photographique de la Maison de la photographie est représentatif de divers thématiques historiques et culturelles liées à l’histoire du Maroc. Parmi elles, nous pouvons citer celle de la culture berbère mise en valeur par des photographies et le premier documentaire en couleurs réalisé au Maroc par Daniel Chicault en 1957 sur les tribus Berbères du Haut Atlas. 
La collection est composée également d'une importante série de plaques de verre (plaque photographique) prises par des photographes anonymes, voyageurs effectuant leur Grand Tour au Maroc.

## Activités
La Maison de la photographie organise tous les six mois des expositions sur des thématiques différentes, à partir de son fonds photographique. C'est aussi un centre de recherche à disposition des enseignants, des étudiants. C'est également un outil de travail à disposition des scolaire.
La Maison de la Photographie a participé au festival du livre "La 3ème édition du Festival du livre de Marrakech 2018"  à Marrakech pour présenter les publications au Centre culturel Dar Attakafa, Daoudiate, avenue du 11 janvier.

## Expositions
- 2006 : Dessins de Lumière (à la Fondation Ben Jelloun)
- 2009 : Berbères, de rives en rêves (Abbaye de Daoulas en Bretagne)
- 2009 : Itinéraire photographique : c'est la première exposition réalisée au sein de la Maison de la Photographie. Elle met en avant les origines de la photographie au Maroc au XIXe siècle, les portraits et paysages de Flandrin, ainsi que les différents portraits et paysages pris à Tanger, les rapports entre la photographie et la communauté juive marocaine.
- 2010 : Témoignages photographiques, Grands Formats : exposition réalisée au musée de Marrakech, en partenariat avec la Fondation Ben Jelloun.
- avril-novembre 2010 : Un Grand Tour au Maroc, 1870-1950 : cette exposition réalisée au sein de la Maison de la Photographie de Marrakech met en lumière le Grand Tour effectué par les voyageurs éclairés au Maroc à partir de la fin du XIXe siècle. Elle expose le Maroc vu par les voyageurs européens ainsi que les premières photographies autochromes prises au Maroc, notamment par Henri Chouanard en 1907.
- 2011: Scènes de la vie  quotidiennes. à la Maison de la Photographie de Marrakech.
- 2012: Trésors photographiques du Maroc. à la Maison de la Photographie de Marrakech.
- 2013: Étonnant voyageurs 1. à la Maison de la Photographie de Marrakech.
- 2014: Étonnant voyageurs 2. à la Maison de la Photographie de Marrakech.
- 2015: Maroc multiple, terre de partages. à la Maison de la Photographie de Marrakech.
- 2015: Gnawa, au-delà de la musique, HOMMAGE À VIVIANA PÂQUES, à l'Institut français d'Essaouira.
- 2015: Voix de femmes collaboration entre la commune baussenque et la Maison de la Photographie de Marrakech.
- 2015: Le Maroc de Jean Pierre Evrard, à la Maison de la Photographie de Marrakech.
- 2015: Les Medersas du Maroc, à la Medersa Ben Youssef, Marrakech.
- 2016: Maroc, l’éternel et l’éphémère", à la Maison de la Photographie de Marrakech.
- 2016: Alliance Photo, le voyage au Maroc, 1936, à la Maison de la Photographie de Marrakech.
- 2016: La nuit de la Photographie (BIENNALE 2016), au cyber Parc, jardin public Moulay Abd Assalam, Marrakech.
- 2016: La palmeraie de Marrakech, à la Palmeraie.
- 2016: Un regard sur les Berbères, Vincent Delotte, Ecomusée Berbère de l'Ourika.
- 2016: Gnawa: sept couleurs de Jean Luc Manaud (FESTIVAL GNAWA D'ESSAOUIRA), à l'Institut Français d'Essaouira.
- 2016: Mémoire d'un mur, mémoire d'une plage, Essaouira 1980, Alberto Rainolter, à l'Institut Français d'Essaouira.
- 2016: Marrakech, don des Khettaras, en partenariat avec la Délégation Régionale du Ministère de la Culture du Maroc.
- 2016: Les Tombeaux Saadiens, en partenariat avec la Délégation Régionale du Ministère de la Culture du Maroc.
- 2017: Maroc, terre de lumière, à la Maison de la Photographie de Marrakech.
- 2017: Le mellah de Marrakech, au Palais Badi, Marrakech.
- 2017: Splendeurs Saadiennes, au Palais Badi, Marrakech.
- 2017: La Place Jemaâ El-Fna: Un hommage à Juan Goytisolo, à la Place Jemaâ El-Fna, Marrakech.
- 2017: BO’JLOUD, photographies de Dounia Fikri, à l'Institut Français d'Essaouira.
- 2017: Paysages du Maroc, du travail de la nature à celui de l'homme, à la faculté des Sciences à Marrakech.
- 2017: Portraits du Maroc, 19È - 20È siècles, à L'Institut Cervantes de Casablanca.
- 2018: Le Maroc des photographes, à la Maison de la Photographie de Marrakech.
- 2018: Marrakech, vue du ciel, à la Place Jemaâ El-Fna, Marrakech.
- 2018: La Traversée de Tanger à Tiznit, de Martine Voyeux, à la Maison de la Photographie de Marrakech.